# Orchetypus rotundatus
Orchetypus rotundatus är en insektsart som beskrevs av Brunner von Wattenwyl 1898. Orchetypus rotundatus ingår i släktet Orchetypus och familjen Chorotypidae. Inga underarter finns listade i Catalogue of Life.